# I’m a Slave 4 U
Az I’m a Slave 4 U (magyarul: A Te rabszolgád vagyok) egy dal Britney Spears amerikai popénekesnő harmadik, Britney című nagylemezéről. A számot Chad Hugo és Pharrell Williams (csapatnevükön: The Neptunes) írta és komponálta. 2001. szeptember 24-én jelent meg a Jive Records gondozásában az album felvezető kislemezeként. Eredetileg Janet Jacksonnek szánták. Az I’m a Slave 4 U egy dance-R&B stílusú popdal, amely dalszövege arról szól, hogy miként válik az ember a zene rabszolgájává. Többször is összehasonlították a Vanity 6 néven ismert formáció Nasty Girl című szerzeményével.
A zenekritikusok vegyes véleményekkel fogadták. Egyrészről dicsérték a hangzásvilágot, megjegyezték, hogy abban az időben rengeteget érett Spears hangja, másrészről úgy gondolták, hogy ezzel a dallal akarta hátrahagyni a szűz szomszédlány imidzset, kevesebb-több sikerrel. Kereskedelmileg nagy siker lett, top 10-es volt az összes európai slágerlistán, ahol megjelent. Azonban mindössze csak a 27. helyig jutott az amerikai Billboard Hot 100-on. Az I’m a Slave 4 U volt Britney első dala, ami megjelent a Hot Dance Club Songs (4. hely) és a Hot R&B/Hip-Hop Songs (85. hely) listán. Utóbbin máig ez az egyetlen dala, ami megjelent.
A dal zenei videóját Francis Lawrence rendezte. A klip messze Britney egyik legvakmerőbb munkája lett, erotikus mozdulatok, provokatív jelenetek jellemzik. Egy szaunában játszódik az egész, ahol az énekesnő és társai a kiszáradás szélén állva, teljesen megizzadva táncolnak. Spears először a 2001-es MTV Video Music Awards-on adta elő, élő egzotikus állatok kíséretében. Egy albínó kígyót még a nyakában is tartott. A fellépés mára az egyik legemlékezetesebb előadásává vált. Az I’m a Slave 4 U megjelenésétől számítva Spears összes koncertturnéján szerepelt, köztük az M+M's Tour-on is.

## Háttér
A dalt Chad Hugo és Pharrell Williams, duónevükön The Neptunes – akik akkoriban a legismertebb hiphopban tevékenykedő producereknek számítottak – írta és komponálta. Emellett még egy számot, a Boyst vették fel közösen Britney harmadik, magáról elnevezett stúdióalbumára. Mindkét szerzeményt eredetileg Janet Jackson 7. albumára, az All for You-ra szánták. Spears az Oops!… I Did It Again World Tour lezajlása közbe többször is szóvá tette, hogy a következő albumára mindenképp bele akar csempészni egy kis hip-pop, R&B hangzást, valószínűleg ez okból ajánlotta fel a duó neki a szerzeményt. A felvételeit a virginia beach-i Master Sound Stúdióban kezdték el, dalkeverést New Yorkban végezték el, ugyanitt történt a hangszabályozás. 2001. szeptember 24-én jelent meg az album első kislemezeként, a Jive Records gondozásában. A kislemez B-oldalára felvettek egy másik dalt is, Intimidated címmel. A dal felkerült az énekesnő eddigi összes válogatásalbumára, illetve egy remixe helyet kapott a B in the Mix: The Remixes című remixalbumán.

## Kompozíció
Az I’m a Slave 4 U 3 perc 23 másodperc hosszú felvétel, amely nagyban eltért Spears előző albumának dalaitól. A tinipop helyett inkább már a hip-pop, az R&B, illetve a dance-pop elemei az uralkodó stílusok. C-mollban íródott, 108 percenkénti leütésszámmal rendelkezik. Spears hangterjedelme F#3-tól C#5 terjed. Az énekesnő hangjának jellegzetessége a folyamatos lihegés és ziháló éneklés a dalban. A hangzásvilágot jó pár összehasonlítás érte a Vanity 6 formáció Nasty Girls című szerzeményével. Britney így nyilatkozott a dalszöveggel kapcsolatosan: „Ez a dal rólam szól. Én is rengetegszer érzem úgy, hogy egyszerűen eltűnnék valahova, ahol a józan eszemet elvesztve éjjel-nappal táncolnék. Persze szeretek keményen dolgozni, de kell a kikapcsolódás, a tánc pedig az.”

## Kritikai fogadtatás

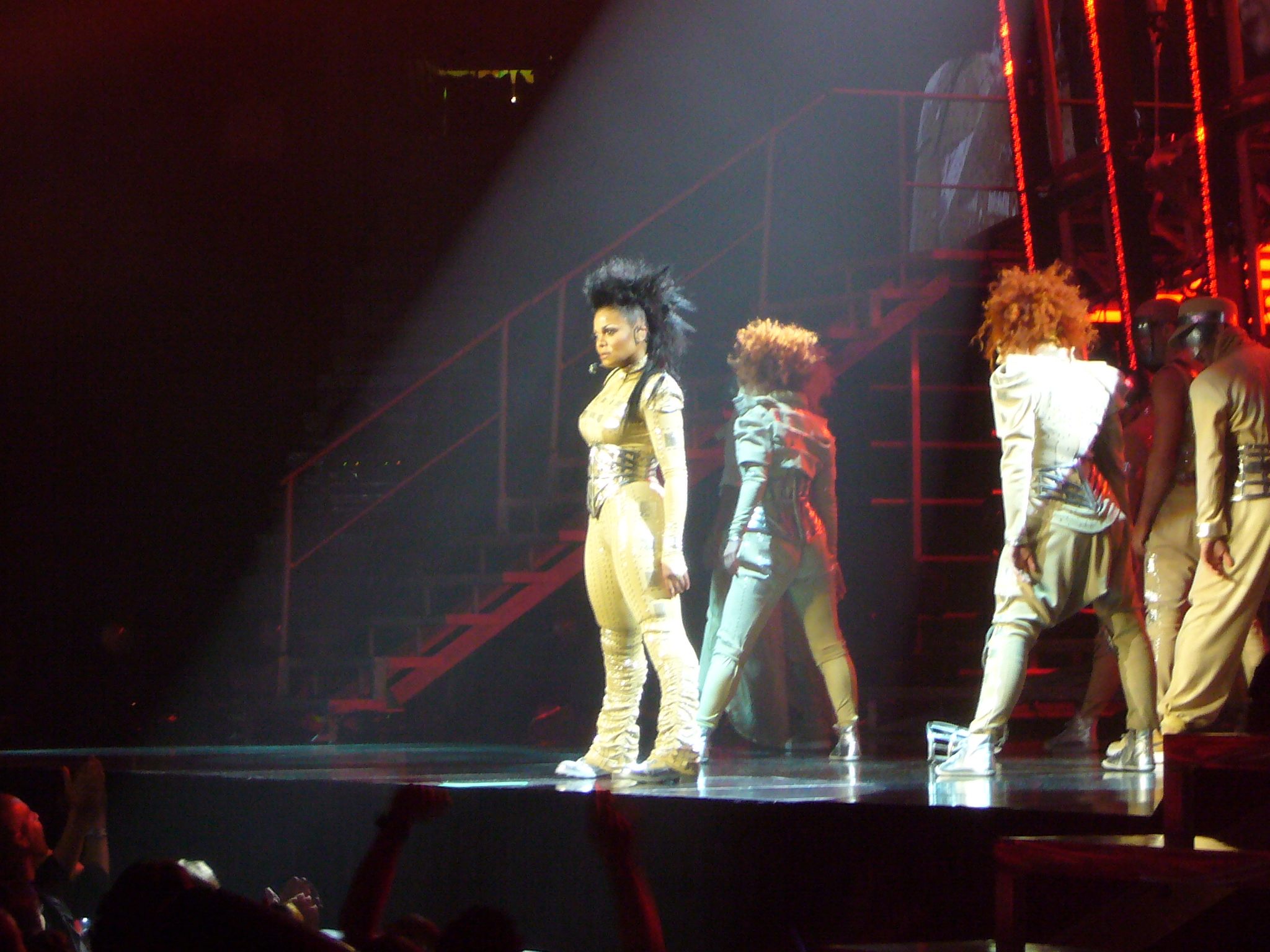
A felvételt rengetegszer hasonlították Janet Jackson dalaihoz – eredetileg neki is szánták a dalt.

A felvétel vegyes-pozitív kritikákkal találkozott megjelenése után. Az NME magazin felülvizsgálata szerint „Az I’m a Slave 4 U egy Isten által tervezett, hipnotikus, titokzatos és szuggesztív dal, amire például Prince biztos büszke lenne, ha 19 évesen még a Disney Klubból jött előadóként lett volna híres.” A Rolling Stone magazin és az AllMusic egyetértett abban, hogy a dal volt talán a legelső lépés egy érettebb zenei irányzat, stílus felé egy új, az immár láthatóan provokatív Britney karrierjében. Annak ellenére, hogy nem teljesített olyan jól a slágerlistákon, mint az előző albumainak dalai, a rajongók határozottan az énekesnő egyik legjobb kislemezes dalaként emlegetik máig is. Bill Lamb, az About.com weboldal munkatársa a „Top 10 Britney dal” listáján a 9. helyre rakta, és megjegyezte: „Mikorra kiderült, hogy ez lesz a harmadik albumának felvezető dala, nyilvánvalóvá vált, Britney elindult a felnőtté válás rögös útján. Ez a dal egy radikális váltás a régi, "nem egészen ártatlan" 16 éves diáklány első két albuma után. Ez a szexi és provokatív stílus teszi Britney Spearst popdívává”. Mindezek ellenére Stephanie McGrath vegyes gondolatokkal fejezte ki magát a szerzemény kapcsán: „Annak ellenére, hogy a Slave egy egyértelmű utalás arra, hogy Spears készül hátrahagyni régi önmagát, ez a dal nem az ő stílusa, és túlságosan természetellenes a hangzása.”
Rengeteg összehasonlítás érte Janet Jackson korábbi dalaival (eredetileg neki is szánták). Ezek alapján néhány kritikus úgy vélte, hogy Britney fő inspirációja nem is Madonna, hanem Jackson volt. Hozzátették, hogy nem biztos, hogy Janet volt az egyetlen inspirálója a számnak, mivel a minimálisan használt elektronikus eszközök és Spears folyamatos lihegése, zihálása Prince dalaira, előadásmódjára jellemző. Akárhogy is volt, rengeteg pozitív kritika érte a dal különlegességét, mert hogy „Britney érdekesebbé válik, ha más előadók stílusai adódnak össze benne, ez esetben Janeté és Prince-é”. A Yahoo! szerkesztője, Lyndsey Parker szerint a „Jackson szépségéből és énekéből, illetve Prince retro stílusából lett összerakva az I’m a Slave 4 U, ami Spears előző dalaihoz képest hatalmas művészi ugrásnak számít”.

### Díjak és jelölések
| Év   | Díjátadó                         | Kategória               | Eredmény |
| ---- | -------------------------------- | ----------------------- | -------- |
| 2002 | International Dance Music Awards | A legjobb R&B-Dance dal | Elnyerte |
| 2002 | Teen Choice Awards               | Az év kislemeze         | Jelölve  |

## Kereskedelmi fogadtatás

### Amerika és Ázsia
Az Egyesült államokban nem ért el olyan jelentős sikereket, mint a két előző albumának felvezető kislemezei. A 68. helyen debütált a Billboard Hot 100-on, végül a 27. lett a legjobb helyezése, a magas rádiós játszásoknak köszönhetően. Feltehetőleg az alacsony eladások miatt – a Hot 100 Singles Sales mindössze a 73. pozícióig jutott – nem lett top 10-es. A kevés értékesítés annak tudható be, hogy az USA-ban kizárólag hanglemezként jelent meg, ami korántsem volt olyan népszerű, mint a CD-s kislemezek. Az I'm a Slave 4 U volt az énekesnő első dala, ami megjelent a Hot Dance Club Songs listán – a 4. helyig jutott, ezt két hétig tartotta. Ugyanígy a Hot R&B/Hip-Hop Songs listán ez volt az első dala – és máig az utolsó – ami megjelent,a 85. helyen debütált, ez maradt a legjobb helyezése. A Hot 100 Airplay-en a 30. helyig, míg a Pop Songs listán a 15. helyig ért fel. A Nielsen SoundScan adatai szerint 2011-ig az Egyesült Államokban 32 000 fizikai és 391 000 digitális példányban kelt el. Kanadában a 9. helyen nyitott, ezzel az énekesnő már hetedjére került a top 10-be a kanadai kislemezlistán. A legjobb pozíciója végül a 8. lett.
Japánban az I’m a Slave 4 U lett Spears első átütő sikerű kislemeze. A hivatalos slágerlistájukon 33. helyezett lett, míg a nemzetközi listájukat több hétig uralta. Mára az énekesnő harmadik legsikeresebb kislemezes dala lett az országban.

### Európa és Óceánia

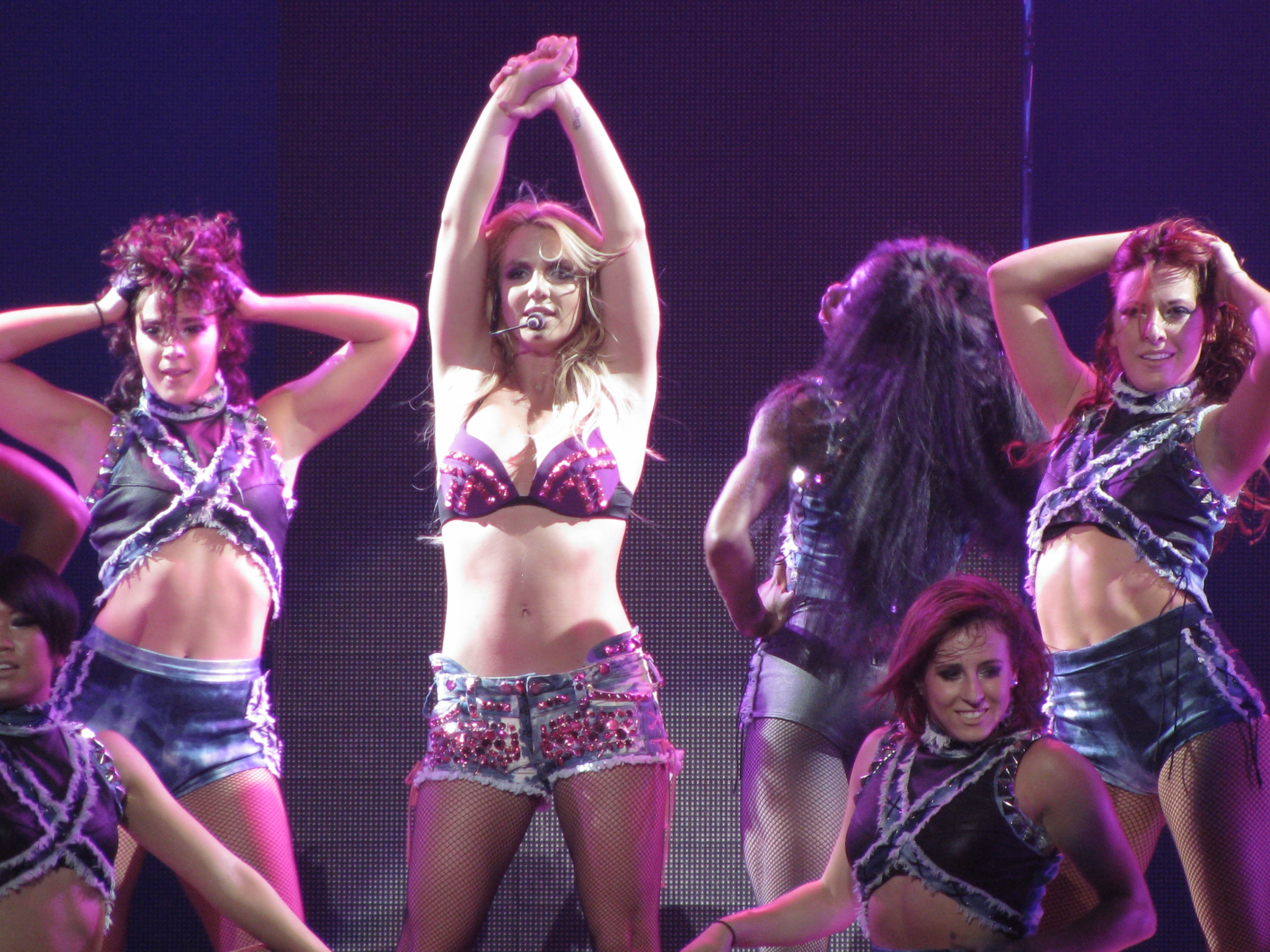
Spears a Femme Fatale Tour-on a szám éneklése közben.

Európában se aratott olyan nagy kereskedelmi sikert, mint a …Baby One More Time és az Oops!… I Did It Again, ennek ellenére az összes európai kislemezlistán bekerült a legjobb 10-be. Franciaországban a 8. helyig jutott, ezt három hétig tartotta, majd a Syndicat National de l'Edition Phonographique szervezet ezüst minősítést adott a dalnak, amely 125 000 eladott példány után jár ott. Az év végi francia összesítésben a 64. helyre lett rakva. Németországban hasonló sikereket ért el, 3. helyen nyitott, a 2001 végi összesített listán pedig a 101. helyet foglalta el. A brit kislemezlistán 4. helyen debütált, összesen 14 hetet töltött el a slágerlistán. 2011-es adatok szerint 175 000 példány kelt el belőle, amely az eredményezte, hogy a dal Britney 13. legkeresettebb kislemeze lett a szigetországban. Magyarországon is sikeresnek bizonyult a felvétel, a a magyar kislemezlistán az 5. helyre tornázta fel magát. Ezek mellett még aranylemez lett Norvégiában és Svédországban. Az erős eladásoknak és helyezéseknek köszönhetően Európa hivatalos kislemezlistáján az 5. helyig jutott, ezzel Spears sorozatban kilencedszer jutott be a top 10-be a listán.
Az ausztrál kislemezlistán a 7. helyen startolt, ez maradt a legjobb eredménye is. Az Australian Recording Industry Association 35 000 eladott darabbal aranylemeznek nyilvánította a dalt. Mindezek ellenére mindössze 8 hetet töltött a slágerlistán. Új-Zélandon a 12. pozíciót tudta magáénak tudni a azám, összesen 6 hetet volt jelen az új-zélandi kislemezlistán.

## Videóklip

### Háttér és áttekintés
A dalhoz tartozó zenei videót Francis Lawrence rendezte, akinek ez volt az első munkája az énekesnővel. A forgatás 2001. szeptember 1-én és 2-án zajlott le, Kaliforniában, Universal Cityben. A videóban látható táncot Mayte Garcia Puerto Ricó-i táncos koreografálta, aki többek között megtanította Britneyt hastáncolni. A klip világpremierje szeptember 24-én volt, az MTV Making the Video műsorában, egy napon dal rádiókba való elküldésével. Két nappal később a Total Request Live műsorában 1. helyen debütált. Két alternatív klipverzió felkerült az énekesnő 2004-es Greatest Hits: My Prerogative című DVD-jére.

Britney a videóklipben: rengeteget gyakorolták a táncjeleneteket

A videóklipnek kevés történetalapja van. Britney és a 15 fős táncoscsapata egy szaunában próbálnak nyerni folyadékot mindenből, amiből lehetséges, ezzel kifejezve a zene uralmának nagyságát. Mindenki a kiszáradás szélén, teljesen megizzadva táncol, a férfiak félmeztelenül, a nők melltartóban és rövid topokban. Egy másik részben Spears egy kivilágított háttérben táncol, ahol önmaga teljesen elárnyékolva van, míg a videó elején egy terasz szélén is énekel. A sokaknak talán legmerészebb rész a klipben, mikor az énekesnő és a táncosai egybegyűlve sóhajtoznak és lihegnek, provokatív mozdulatok közben. A klip végén elkezd eredni az eső, ennek megörülvén az összes ember kitódul a szabadtérre, kivéve Britneyt, aki észre se véve ezt, táncol tovább.

### Recepció
Máig az egyik legvakmerőbb Britney Spears klipként tartják számon. Összesen 3 kategóriában jelölték a 2002-es MTV Video Music Awards-on; A legjobb női videó, A legjobb dance videó és A legjobb koreográfia kategóriák díjaira tartották érdemesnek a videót. Viszont egy díjjal se gazdagodott ezen a díjátadón. A klipben látható táncmozdulatok szintén Janet Jackson stílusával lettek összehasonlítva, az emberek pedig innentől biztosa vették, hogy ha zeneileg nem is, mozgásban Jackson az énekesnő fő inspirációja. (A későbbiekben Spears Boys, Me Against the Music és a My Prerogative dalainak klipjét is ilyesféle hasonlítások alá vetették.) A Much Music által elkészített Minden idők 50 legszexisebb videóklipje (és még jó pár) listán 1. helyre került, máig a történelem egyik legdögösebb zenei videójaként tartják számon. A koreográfiát is rengeteg elismerés érte, többen úgy gondolják, hogy mozgásilag az énekesnő ekkor élte a fénykorát. Britney 2011-es Till the World Ends slágerének klipjében egyértelmű utalások vannak az I’m a Slave 4 U klipjére, a sárga reflektorok előtt zajló táncolástól a csoportos zihálásig.
| Év   | Díjátadó               | Kategória                            | Eredmény |
| ---- | ---------------------- | ------------------------------------ | -------- |
| 2002 | MTV Video Music Awards | A legjobb női videó                  | Jelölve  |
| 2002 | MTV Video Music Awards | A legjobb dance videó                | Jelölve  |
| 2002 | MTV Video Music Awards | A legjobb koreográfia                | Jelölve  |
| 2002 | MTV Video Music Brasil | A legjobb nemzetközi videó           | Jelölve  |
| 2002 | Much Music             | Minden idők legszexisebb videóklipje | Elnyerte |

## Élő előadások és feldolgozások
Az énekesnő az I’m a Slave 4 U-val legelőször a New Yorkban megrendezett, 2001-es MTV Video Music Awards-on lépett fel szeptember 6-án, még jóval a dal hivatalos megjelenése előtt. Mára Spears egyik legemlékezetesebb előadásává vált, a koreográfia és Spears jelmeze, de leginkább az egzotikus állatok miatt, amikkel színesítették a fellépést. A háttérben fehér tigrisek morgolódtak egy ketrecekben, míg Spears egy albínói élő kígyót is a nyakához vett, hogy maradandóvá tegye a produkcióját. Később az énekesnő elmondta, hogy nagyon félt a fellépés ezen részétől, és hogy soha máskor nem akar találkozni kígyókkal. Az performansz hatalmas visszhangot keltett, rengeteg állatvédői szervezet kritizálta az élő állatok használatát. 2008 augusztusában az MTV Network a VMA történetének legemlékezetesebb 3 percének nyilvánította az előadást.
A dalt számtalan televíziós műsorban előadta a Britney című albuma népszerűsítésének céljából. 2001. október 11-én a Tonight Show Jay Leno, november 5-én a The Rosie O'Donnell Show, 6-án pedig a Late Show with David Letterman vendégeként lépett fel a számmal. Egy hónappal később, december 4-én a Las Vegasban megrendezett 2001-es Billboard Music Awards-on, a díjátadó nyitójaként lépett fel, a Bellagio Hotelhez tartozó óriási szökőkutak közepén. Két évvel később, a 2003-as NFL szezon idején, Washington, D.C.-ben adta elő a dalt igen provokatív jelmezben. Ebben az évben még, november 17-én az ABC külön, az énekesnőnek szánt adásában a Boys című dalával egyvelegként énekelte el.
Az I’m a Slave 4 U megjelenésétől számítva szerepelt eddig Spears összes turnéjának dallistáján. A Dream Within a Dream az utolsó dalként, a Video Music Awards-os fellépéséhez hasonlóan adta elő, annyi különbséggel, hogy a turnén nem használtak állatokat. Az előadást pirotechnikai fények színesítették. A 2004-es Onyx Hotel Tour-on a The Hook Up után, dzsungel által ihletett témában adta elő. A The Circus Starring Britney Spears turnén akrobatikus stílusban zajlott le a produkció, amely végén Britney egy felvonóval felemelkedett a levegőben, míg alatt egy hatalmas tűzkör keletkezett. A Femme Fatale Tour-on a dalt a régi koreográfiával adta elő. Ezek mellett még helyet kapott a 2007-es The M+M’s Tour-on és a Piece of Me rezidenskoncerten is. A 2016-os Billboard Music Awards-on 15 év után újra előadta a dalt.
A szerzeményt a Glee – Sztárok leszünk! című műsorban, a külön Britneynek szóló Britney / Bretagne részben Heather Morris énekelte el a dalt, olyan ikonikus jelmezekben, amik Spearsen is megtalálhatóak voltak egy egy videóklipjében, fellépésben (pl. az Oops!… I Did It Again-ben látható latex ruhában). 2011-ben Morris élőben is elénekelte a Glee turnéján.

## Számlista és formátumok
| - Brit CD kislemez 1. I’m a Slave 4 U – 3:23 2. Intimidated – 3:17 3. I’m a Slave 4 U (Instrumental) – 3:23 - Európai CD kislemez 1. I’m a Slave 4 U – 3:23 2. I’m a Slave 4 U (Instrumental) – 3:23 3. Intimidated – 3:17 4. Britney... Interjú - 4:16 - Chilei promóciós részlet CD kislemez 1. I’m a Slave 4 U – 0:59 2. Overprotected – 1:03 3. I’m Not a Girl, Not Yet a Woman – 1:16 4. I Love Rock ’n’ Roll'' - 1:04 | - The Remixes – Promo 1. I’m a Slave 4 U (Thunderpuss Radio Mix) – 3:18 2. I’m a Slave 4 U (Miguel Migs Petalpusher Vocal Edit) – 3:35 3. I’m a Slave 4 U – 3:23 4. I’m a Slave 4 U (Thunderpuss Club Mix) – 8:46 5. I’m a Slave 4 U (Miguel Migs Petalpusher Vocal) – 5:31 - The Singles Collection kislemez 1. I’m a Slave 4 U – 3:23 2. Intimidated – 3:17 |

## Slágerlistás helyezések és minősítések
| Kislemezlista (2001)               | Legjobb helyezés |
| ---------------------------------- | ---------------- |
| Ausztrál kislemezlista             | 7                |
| Belga kislemezlista (Flandria)     | 6                |
| Belga kislemezlista (Vallónia)     | 4                |
| Brit kislemezlista                 | 4                |
| Dán kislemezlista                  | 8                |
| Európai Hot 100 kislemezlista      | 5                |
| Finn kislemezlista                 | 4                |
| Francia kislemezlista              | 8                |
| Holland Mega Top 100 kislemezlista | 9                |
| Ír kislemezlista                   | 6                |
| Japán kislemezlista                | 33               |
| Japán nemzetközi kislemezlista     | 1                |
| Kanadai Hot 100 kislemezlista      | 8                |
| Magyar Single (track) Top 10 lista | 5                |
| Német kislemezlista                | 3                |
| Norvég kislemezlista               | 3                |
| Olasz kislemezlista                | 4                |
| Osztrák kislemezlista              | 6                |
| Román kislemezlista                | 10               |
| Spanyol kislemezlista              | 6                |
| Svájci kislemezlista               | 7                |
| Svéd kislemezlista                 | 7                |
| Új-zélandi kislemezlista           | 12               |
| USA Billboard Hot 100 lista        | 27               |
| USA Mainstream Top 40 (Pop Songs)  | 15               |
| USA Top 40 Tracks                  | 18               |
| USA Rhythmic Top 40                | 21               |
| USA Radio Songs                    | 30               |
| USA Hot 100 Singles Sales          | 73               |
| USA Hot Dance Club Songa           | 4                |
| USA Hot R&B/Hip-Hop Songs          | 85               |

| Kislemezlista (2001)               | Helyezés |
| ---------------------------------- | -------- |
| Ausztrál kislemezlista             | 99       |
| Belga kislemezlista (Flandria)     | 52       |
| Belga kislemezlista (Vallónia)     | 50       |
| Brit kislemezlista                 | 83       |
| Francia kislemezlista              | 64       |
| Német kislemezlista                | 101      |
| Holland Mega Top 100 kislemezlista | 78       |
| Román kislemezlista                | 93       |
| Svájci kislemezlista               | 68       |
| Svéd kislemezlista                 | 58       |

| Ország        | Minősítés  | Eladás   |
| ------------- | ---------- | -------- |
| Ausztrália    | Aranylemez | 35 000+  |
| Belgium       | Aranylemez | 15 000+  |
| Franciaország | Ezüstlemez | 125 000+ |
| Norvégia      | Aranylemez | 10 000+  |
| Svédország    | Aranylemez | 20 000+  |

## Megjelenések
| Régió              | Dátum                | Formátum                  | Kiadó |
| ------------------ | -------------------- | ------------------------- | ----- |
| Egyesült Államok   | 2001. szeptember 24. | Kortárs rádiós megjelenés | Jive  |
| Németország        | 2001. október 15.    | CD maxi kislemez          | Sony  |
| Egyesült Királyság | 2001. október 15.    | CD maxi kislemez          | RCA   |
| Egyesült Államok   | 2001. október 30.    | Remix CD                  | Jive  |
| Japán              | 2001. november 6.    | CD maxi kislemez          | Sony  |

## Közreműködők
| I’m a Slave 4 U - Britney Spears – vokál - The Neptunes – dalszerzés, komponálás - Chaz Harper – programozás - Anders von Hoffsten – háttérvokál - Serban Ghenea – keverés - Andrew Coleman – maszterizálás | Intimidated - Britney Spears – vokál, háttérvokál, dalszerzés - Rodney Jerkins - dalszerzés, komponálás - Josh Schwartz - dalszerzés - Brian Kierulf - dalszerzés - Dexter Simmons - keverés - Tom Coyne – maszterizálás |

## Fordítás
- Ez a szócikk részben vagy egészben  az   I'm a Slave 4 U című angol Wikipédia-szócikk fordításán alapul.  Az eredeti cikk szerkesztőit annak laptörténete sorolja fel. Ez a jelzés csupán a megfogalmazás eredetét és a szerzői jogokat jelzi, nem szolgál a cikkben szereplő információk forrásmegjelöléseként.